# Сан Донато ин Тавиљионе (Пезаро и Урбино)
Сан Донато ин Тавиљионе је насеље у Италији у округу Пезаро и Урбино, региону Марке.
Према процени из 2011. у насељу је живело 106 становника. Насеље се налази на надморској висини од 439 м.